# Semidalis grancanariensis
Semidalis grancanariensis är en insektsart som beskrevs av Ohm och Hölzel 1999. Semidalis grancanariensis ingår i släktet Semidalis och familjen vaxsländor. Inga underarter finns listade i Catalogue of Life.